# Brachyceratops
Brachyceratops − roślinożerny dinozaur z rodziny ceratopsów.

## Etymologia
Brachyceratops: gr. βραχυς brakhus „krótki”; κερας keras, κερατος keratos „róg”; ωψ ōps, ωπος ōpos „oblicze”.

## Opis
Brachyceratops miał nad oczami guzy lub niewielkie rogi oraz krótki i gruby róg na nosie. Jego szyja była chroniona przez średniej wielkości kostną kryzę. Przednia część czaszki brachyceratopsa była zakończona dziobem.
Brachyceratops miał 2–4 m długości, 400–600 kg masy ciała.

## Występowanie
Brachyceratops zamieszkiwał w okresie późnej kredy – około 74 miliony lat temu – tereny dzisiejszej Ameryki Północnej. Jego szczątki znaleziono w Kanadzie na obszarze prowincji Alberta i w USA na obszarze stanu Montana.

## Behawior i etologia
Brachyceratops pasł się wśród nisko rosnącej roślinności, spożywając m.in. liście i igły takich roślin, jak paprotniki, iglaste, sagowce.

## Historia odkryć
Szczątki brachyceratopsa zostały znalezione po raz pierwszy przez Charlesa Gilmore′a w 1914 w miejscu nazwanym później Two Medicine Formation. Odkryto tam szczątki pięciu młodych osobników.
Znana jest tylko jedna czaszka tego dinozaura.

## Gatunki
- Brachyceratops montanensis